# Titularbistum Scopelus in Haemimonto
Das Bistum Scopelus in Haemimonto (italienisch diocesi di Scopelo di Emimonto, lateinisch Dioecesis Scopelensis in Haemimonto) ist ein Titularbistum der römisch-katholischen Kirche.
Es geht zurück auf einen untergegangenen Bischofssitz in der gleichnamigen antiken Stadt (griechisch Σκόπελος Skópelos), die in der römischen Provinz Haemimontus lag. Der Bischofssitz war der Kirchenprovinz Adrianopolis zugeordnet. Heute liegt der Ort in der türkischen Provinz Kırklareli und trägt den Namen Yoğuntaş.

## Erste Errichtung
| Titularbischöfe von Scopelus in Haemimonto im Mittelalter |                        |                                                |                 |                  |
| Nr.                                                       | Name                   | Amt                                            | von             | bis              |
| 1                                                         | Johann von Konstanz OP | Weihbischof in Köln (Heiliges Römisches Reich) | 14. August 1308 | 17. Oktober 1321 |

## Neuzeit
| Titularbischöfe von Scopelus in Haemimonto (Neuerrichtung 1933) |                 |                                      |                 |                   |
| Nr.                                                             | Name            | Amt                                  | von             | bis               |
| 1                                                               | Ivan Marghitych | Weihbischof in Mukatschewe (Ukraine) | 16. Januar 1991 | 7. September 2003 |